# جيمس آدامز (دبلوماسي)
جيمس آدامز (بالإنجليزية: James Adams)‏ هو دبلوماسي بريطاني، ولد في 30 أبريل 1932.